# M7 Priest
M7 Priest (oficiálně 105 mm Howitzer Motor Carriage M7) byla americká 105mm samohybná houfnice montovaná na podvozek tanku M3 Lee, od varianty M7B1 pak na podvozek tanku Sherman. Za druhé světové války tvořila standardní výzbroj jednotek samohybného dělostřelectva obrněných divizí americké armády po roce 1942. Poprvé bylo vozidlo M7 bojově nasazeno britskou armádou v bitvě u El Alameinu.

## Varianty
V některých případech bylo pro účely převozu vojáků dělo odstraněno a vozidlo bylo využíváno jako obrněný transportér, pod názvem Priest Kangaroo. Rychle získalo přezdívku „Defrocked Priest“ což v překladu znamená „Kněz bez sutany“. Uvezlo 12 pěšáků. Prvního nasazení v Evropě se dočkal v Normandii, kde ho použili Kanaďané. Další vozidla byla upravována přímo na frontě (Itálie v letech 1944–1945).